# Sandra Peabody
Sandra Cassel (* 11. Januar 1948 in Providence, Rhode Island, Vereinigte Staaten, auch bekannt als Sandra Peabody) ist eine US-amerikanische Filmproduzentin, Autorin, Schauspieltrainerin, Talentagentin und Schauspielerin im Ruhestand.

## Leben und Karriere

### Frühes Leben
Sandra Cassel wurde am 11. Januar 1948 geboren. Als Tochter von MO Peabody wuchs sie in Fort Lauderdale, Florida auf. Ihre Karriere begann in der Region Miami, sowohl auf der Bühne als auch im Film. Während sie die Stranahan High School besuchte, war Cassel Cheerleaderin und eine aufstrebende Schauspielerin. Sie gab ihr professionelles Schauspieldebüt als jugendliche Schauspielerin im abendfüllenden Lehrfilm Misfit (1965) in ihrem Juniorjahr. Achtzig Schauspielerinnen bewarben sich für die Rolle einer drogenabhängigen Teenagerin. Obwohl Cassel ursprünglich nicht für die Rolle ausgewählt worden war, wurde sie besetzt, nachdem die ursprüngliche Schauspielerin die Produktion aufgegeben hatte, nachdem sie vor den Dreharbeiten krank geworden war.
Nach ihrem High-School-Abschluss im Jahr 1966 wurde Cassel an der Carnegie Mellon University angenommen, um Schauspiel zu studieren. Im folgenden Jahr wurde sie ausgewählt, als Schauspielerin in Ausbildung Sommeraufnahmen am Priscilla Beach Theater in Plymouth, Massachusetts, zu machen. Später studierte sie die Meisner-Technik bei Schauspiellehrer Sanford Meisner an der Neighborhood Playhouse School of the Theatre. 1969 hatte sie eine Rolle als Gwendolyn Pigeon in Neil Simons The Odd Couple. Mariruth Campbell von The Journal News beschrieb sie als „kompetente“ Schauspielerin.
Cassel war Teil der Bühnenstücke Celebration , Little Mary Sunshine und Stop the World – I Want to Get Off (alle im Jahr 1969). 1970 hatte Peabody eine Nebenrolle in Robert Kalfins Off -Broadway-Musicalproduktion Tarot, die an der Brooklyn Academy of Music lief. Darüber hinaus trat sie sporadisch in den Fernsehseifenopern „ All My Children “ , „As the World Turns“ , „The Edge of Night “ und „One Life to Live“ (alle Anfang der 1970er Jahre) auf, zusammen mit verschiedenen kommerziellen Auftritten.

### Durchbruch als Schauspielerin
Ihre Spielfilmkarriere in New York City würde einen starken Kontrast zu ihren naiven Rollen in Misfit und The Horse Killer darstellen. Eine der ersten Rollen, die sie 1970 annahm, war für den von Kritikern verrissenen Sexploitation -Satirefilm The Filthiest Show in Town (1970), eine Parodie auf Dating-Gameshows. Sie trat in den kommerziellen Segmenten auf. Nach dieser Rolle unternahm sie eine Überlandreise an die Westküste. Als sie nach Hause zurückkehrte, antwortete sie auf eine Casting-Bekanntmachung in der Fachzeitschrift Backstage für einen Film mit dem Arbeitstitel Night of Vengeance. Ursprünglich wurde sie gebeten, für die Nebenrolle der Phyllis Stone vorzusprechen. Nach einem Treffen mit dem Produzenten Sean S. Cunningham bekam sie die Rolle der siebzehnjährigen Protagonistin Mari Collingwood. Der Film war ursprünglich als Hardcore-Porno-Horrorfilm geplant, aber die Filmemacher versprachen ihr, dass er sich nur auf die Horrorelemente konzentrieren würde. Es sollte schließlich als Das letzte Haus links veröffentlicht werden, ein loses Remake von Ingmar Bergmans The Virgin Spring (1960). Regisseur Wes Craven schätzte Cassel sehr und beschrieb sie als „hübsch“ und „mutig“, räumte jedoch ein, dass ihr das nötige Selbstvertrauen für den schwierigen Dreh fehlte.
Das letzte Haus links war für Cassel eine schwierige Produktion. Der Film hatte zum Zeitpunkt der Dreharbeiten noch kein vollständiges Drehbuch und Cassel befand sich aufgrund der mangelnden Vorbereitung auf ihre Szenen in einem verletzlichen Geisteszustand. Sie hat ihre Missachtung ihrer Gesamtleistung zum Ausdruck gebracht. Sie verbrachte viel Zeit am Set mit Craven, der sie während der Dreharbeiten zu ihren Szenen oft ermutigte. Während der gesamten Dreharbeiten wurde sie übermäßig von den Hauptdarstellern David A. Hess und Marc Sheffler misshandelt.
Sheffler, der Junior verkörperte, enthüllte in einem Interview, dass er Cassel packte, sie über eine Klippe hielt und drohte, sie abzuwerfen, wenn sie nicht den Grad der Verzweiflung erreichte, der für die Szene erforderlich war, und erklärte: „Sie hat das nicht verstanden.“  Sie war nicht so ängstlich, wie sie sein müsste. Also haben wir es gemacht, ich weiß nicht wie oft … alle waren genervt. Also sagte ich zu Wes: „Gib mir eine Minute mit ihr.Was ich getan habe war ... man kann es auf dem Bild nicht sehen, aber ich habe sie zur Klippe gebracht, sie über die Klippe geworfen und sie einfach gepackt und gesagt: „Wenn du diese verdammte Szene nicht richtig hinbekommst.“ Jetzt werde ich dich fallen lassen und Wes wird es drehen, und wir werden eine andere Szene bekommen, aber es wird funktionieren, weil du verdammt noch mal verstümmelt wirst.“
Darüber hinaus hob Method Actor Hess sie vom Rest der Besetzung ab und behandelte sie anders als die weiblichen Co-Stars Lucy Grantham und Jeramie Rain. Cassel gab an, dass er sie nachts mit einem Messer verfolgen würde und dass sie wirklich dachte, er sei irgendwann in seinem Leben ein Serienmörder. Hess enthüllte, dass er während der Dreharbeiten zu ihrer Übergriffsszene begonnen hatte, sie grob an die Brüste zu packen und damit gedroht hatte, sie zu vergewaltigen. Während dieser besonderen Aufnahme beschrieb Regieassistentin Yvonne Hannemann es als einen erschütternden Dreh, bei dem sie unter Tränen das Set verließ. Cassel würde den Film letztendlich verabscheuen. Während einer Besetzungsvorführung brachte Cassel ihre Mutter mit, um sich den Film mit ihr anzusehen. Unzufrieden mit dem Rohschnitt, den sie sich angesehen hatte, verließ Cassel schließlich den Film. Bei der Veröffentlichung war der Film ein kritischer und kommerzieller Erfolg und spielte an den amerikanischen Kinokassen mehr als 3 Millionen US-Dollar ein. Sie bezeugt, dass sie während der Dreharbeiten zwar entsetzt war, den Film aber in der heutigen Zeit wahrscheinlich als „lustigen Film“ betrachtet.

### Spätere Karriere
Chuck Vincent besetzte sie als Anna Reed im Horrorfilm Voices of Desire (1972). Cassels nächste Rolle war Gwen im Horrorfilm Massage Parlour Murders! (1973). Anschließend verkörperte sie ein Kultmitglied im Horrorfilm Legacy of Satan (1973). Sie kehrte als Minnie Oakley in Jay Harnicks Musikkomödie Annie Get Your Gun (1973) an der Seite von Barbara Eden und John Bennett Perry auf die Bühne zurück . Jonathan Takiff von den Philadelphia Daily News erklärte: „Angeschnallt in einem formlosen, sackartigen Kleid und in einem bunt zusammengewürfelten Auftrittsstil ist Sandra Cassel als jugendlicher Hinterwäldler absolut glaubwürdig.“ Im folgenden Jahr hatte sie eine Hauptrolle in Gerri Seddleys Sexploitation -Komödie „Teenage Hitchhikers“ als jugendliche Ausreißerin. In einer Rezension für die Los Angeles Times erklärte Linda Gross, Cassels Auftritt sei „genial“ gewesen.
Ihr letzter schauspielerischer Auftritt ist die Bühnenproduktion Tunnel of Love (1977). Nachdem er sich von der Schauspielerei zurückgezogen hatte, unterrichtete Cassel bis 1982 Kinder an der American Academy of Dramatic Arts in Theatertechniken. Anschließend zog Cassel von New York City nach Portland, Oregon, um eine Karriere als Fernsehproduzent und Autor zu starten lokale Kabelprogramme für Kinder. Cassel schrieb und führte Regie bei der 26-teiligen KATU-Varieté-Show „Get Movin'“ (1982), die ihr 1983 einen CableACE Award einbrachte Später fungierte sie als Produzentin der von KATU syndizierten, mit einem Emmy ausgezeichneten Kinderfernsehserie Popcorn (1984–92), eine weitere Varieté-Show.
1988 entwickelte Cassel A Time to Care (1988), eine Fernsehdokumentationsserie, die sich auf örtliche Pflegeheime und die positiven Auswirkungen der ehrenamtlichen Arbeit in der Gemeinde auf die Bewohner konzentrierte. Sie erklärte, es sei „eine nette Idee für eine Serie, denn was sie im Grunde sagen, ist, dass mehr denn je Menschen danach streben, anderen zu helfen.“ Die Rundfunkabteilung Group W nahm die Serie zur Verbreitung und Syndizierung auf. Im Jahr 1994 fungierte Peabody als Casting-Direktor für das Kinder-Musical-Heimvideo Wee Sing: Under the Sea. Cassel  schrieb und produzierte die öffentlich-rechtliche Bildungsfernsehserie Zone In (2001), die sich um „schwierige Themen für Kinder“ drehte. Seit den 1980er Jahren arbeitet Cassel als Schauspieltrainer und Agent in Gegenden um Portland, Oregon und Los Angeles. Sie hat eine Vielzahl von Schauspielern betreut, darunter Alicia Lagano.

## Filmografie
- 1965: Misfit
- 1966: The Horse Killer
- 1970: Jung und Leidenschaftlich – Wie das Leben so spielt (As the World Turns, Fernsehserie, 4 Folgen)
- 1970: Love-In '72
- 1972: Das letzte Haus links (The Last House on the Left)
- 1972: The Legend of Boggy Creek
- 1972: Voices of Desire
- 1973: Lüge, Liebe, Leidenschaft (One Life to Live, Fernsehserie, 6 Folgen)
- 1973: The Filthiest Show in Town
- 1973: The Edge of Night (Fernsehserie, 7 Folgen)
- 1973: Massage Parlor Murders!
- 1973: Case of the Full Moon Murders
- 1974: Legacy of Satan
- 1974: Teenage Hitchhikers
- 2002: The Last House on the Left: Outtaces & Dailies (Video)
- 2009: The Last House on the Left: Deleted Scene (Video)
- 2009: The Last House on the Left: Never Before Seen Footage (Video)